# Olesia Derevianchenko
Olesia Derevianchenko (13 de marzo de 2002) es una deportista ucraniana que compite en natación sincronizada.
Ganó tres medallas en el Campeonato Mundial de Natación de 2022 y cinco medallas en el Campeonato Europeo de Natación, en los años 2021 y 2022. En los Juegos Europeos de Cracovia 2023 consiguió una medalla de plata.

## Palmarés internacional
| Campeonato Mundial | Campeonato Mundial | Campeonato Mundial | Campeonato Mundial |
| Año                | Lugar              | Medalla            | Prueba             |
| ------------------ | ------------------ | ------------------ | ------------------ |
| 2022               | Budapest (Hungría) | Medalla de oro     | Combinación libre  |
| 2022               | Budapest (Hungría) | Medalla de oro     | Rutina especial    |
| 2022               | Budapest (Hungría) | Medalla de plata   | Equipo libre       |
| Juegos Europeos    |                    |                    |                    |
| Año                | Lugar              | Medalla            | Prueba             |
| 2023               | Oświęcim (Polonia) | Medalla de plata   | Rutina acrobática  |
| Campeonato Europeo |                    |                    |                    |
| Año                | Lugar              | Medalla            | Prueba             |
| 2021               | Budapest (Hungría) | Medalla de oro     | Combinación libre  |
| 2022               | Roma (Italia)      | Medalla de oro     | Equipo técnico     |
| 2022               | Roma (Italia)      | Medalla de oro     | Equipo libre       |
| 2022               | Roma (Italia)      | Medalla de oro     | Combinación libre  |
| 2022               | Roma (Italia)      | Medalla de oro     | Rutina especial    |